# Língua trácia
A língua trácia foi a língua indo-europeia falada na Antiguidade pelos trácios no sudeste da Europa.

## Distribuição geográfica
Excluindo o dácio, cujo status como uma língua trácia é contestado, o trácio era falado por um grande número de pessoas no que hoje é o sul e o centro da Bulgária, partes da Sérvia, Macedônia do Norte, norte da Grécia (especialmente antes da expansão dos antigos macedônios), por toda a Trácia (incluindo a Turquia europeia) e em partes da Bitínia (noroeste da Turquia asiática).
Incluindo o dácio/gético, era falado na Romênia, norte da Bulgária, partes da Sérvia, da Moldávia, Ucrânia centro-ocidental, Hungria oriental e Eslováquia.

## Inscrições
Apenas quatro inscrições trácias foram encontradas. Uma está em um anel de ouro encontrado em 1912 na cidade de Ezerovo, na Bulgária. O anel foi datado com sendo do século V a.C. No anel há uma inscrição escrita com o alfabeto grego que diz:
ΡΟΛΙΣΤΕΝΕΑΣΝ / ΕΡΕΝΕΑΤΙΛ / ΤΕΑΝΗΣΚΟΑ / ΡΑΖΕΑΔΟΜ / ΕΑΝΤΙΛΕΖΥ / ΠΤΑΜΙΗΕ / ΡΑΖ / ΗΛΤΑ
rolisteneasn / ereneatil / teanēskoa / razeadom / eantilezu / ptamiēe / raz / ēlta
O significado da inscrição não é conhecido e não se parece com qualquer língua conhecida. Estudiosos de trácio como Georgiev e Dechev propuseram várias traduções para a inscrição, mas são apenas conjecturas.
Uma segunda inscrição foi encontrada em 1965 próximo à vila de Kjolmen, no distrito de Preslav, datada do século VI a.C. Consiste de 56 letras do alfabeto grego, provavelmente um epitáfio tumular semelhante aos frígios:
ΕΒΑΡ. ΖΕΣΑΣΝ ΗΝΕΤΕΣΑ ΙΓΕΚ.Α / ΝΒΛΑΒΑΗΕΓΝ / ΝΥΑΣΝΛΕΤΕΔΝΥΕΔΝΕΙΝΔΑΚΑΤΡ.Σ
ebar. zesasn ēnetesa igek. a / nblabaēgn / nuasnletednuedneindakatr.s
Uma terceira inscrição está novemente em um anel, encontrado em Duvanli, no distrito de Plovdiv, perto da mão esquerda de um esqueleto. Data do século V a.C. O anel possui a imagem de um cavaleiro com a inscrição envolvendo a imagem. Está apenas parcialmente legível:
ΗΖΙΗ..... ΔΕΛΕ / ΜΕΖΗΝΑΙ
ēziē..... dele / mezēnai
ΜΕΖΗΝΑΙ provavelmente corresponde a Menzana, o "cavalo deus" messápio, a quem os cavalos eram sacrificados, comparável também ao albanês mes, mezi e ao romeno mânz, "potro", derivado do PIE *mend(i)-, "cavalo".
Estas são as maiores inscrições preservadas. As restantes são na maioria palavras isoladas ou nomes em vasilhames e outros artefatos. Além disso, elementos léxicos trácios têm sido retirados de inscrições em grego e em latim.
Em uma inscrição latina de Roma tratando de um cidadão da província romana da Trácia, encontra-se a frase Midne potelense; isto é interpretado como a indicação do lugar trácio de origem, Midne sendo visto como o equivalente trácio do latim vico (em latim: vicus), "vila". Se isto estiver correto, a palavra trácia tem um cognato próximo no letão (mitne, "uma residência"), uma língua báltica. Poderia ser associada também com o termo búlgaro para "local de residência", mitnitsa.

## Classificação
O trácio era uma língua indo-europeia, uma língua satem. Os detalhes e sua afiliação e lugar dentro do indo-europeu não é claro (ver classificação do trácio).

## Extinção
A maioria dos trácios foi finalmente helenizada (na província da Trácia) ou romanizada (na Mésia, Dácia, etc.), com os últimos remanescentes sobrevivendo em áreas remotas até o século V.

## Leitura complementar
- I. I. Russu, Limba Traco-Dacilor / Die Sprache der Thrako-Daker, Bucareste (1967, 1969)